# Mosteiro de San Millán de Yuso
O Real Mosteiro de San Millán de Yuso fica na vila de San Millán de la Cogolla, La Rioja (Espanha), na margem esquerda do rio Cárdenas, em pleno vale de San Millán. Faz parte do conjunto monumental de dois mosteiros, com mais antigo Mosteiro de San Millán de Suso ("de em cima").
O Mosteiro de Yuso foi mandado construir em 1053 pelo rei Garcia Sanches III de Pamplona. A história da sua fundação vai ligada a uma lenda baseada num milagre de São Milhão ou Santo Emiliano, um jovem pastor que se fez ermitão. Quando em 574 Milhão falece, à idade de 101 anos, os seus discípulos  enterram-no na sua grota, e ao redor dela vai-se formando o primeiro mosteiro, o de San Millán de Suso. São Bráulio, cinqüenta anos após morto, escreve a sua vida. O conde Fernão Gonçalves era muito devoto dele. Foi nomeado padroeiro de Castela após a batalha de Simancas, em 923, na qual São Milhão apareceu em defesa dos cristãos; comprometendo-se a pagar os Votos de São Milhão.  Embora com a unificação de Castela e Leão Santiago se tornasse o padroeiro comum do reino, os castelhanos continuaram invocando a São Milhão, e no século XVII, ao discutir-se de novo o padroado da Espanha, voltou a ser padroeiro de Castela e co-padroeiro da Espanha.

## Lenda da fundação do mosteiro

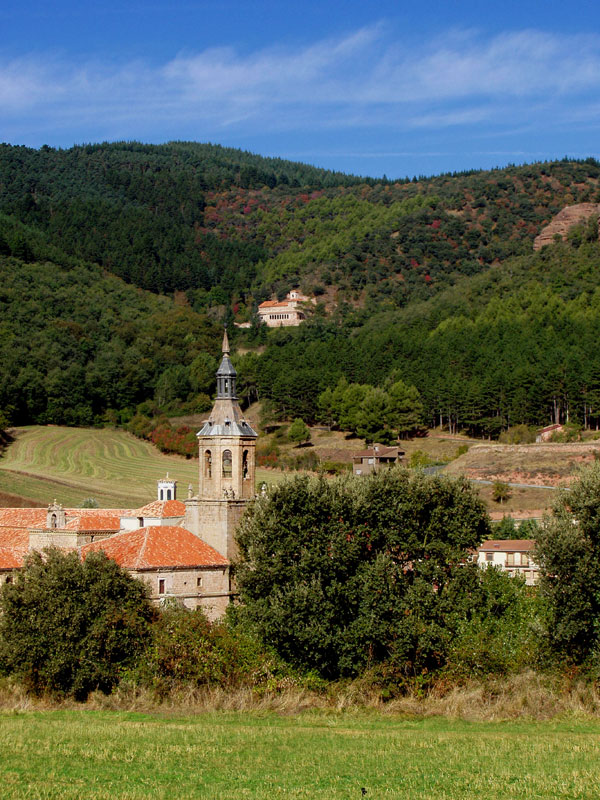
Mosteiro de Suso (em cima) e Yuso (em baixo).

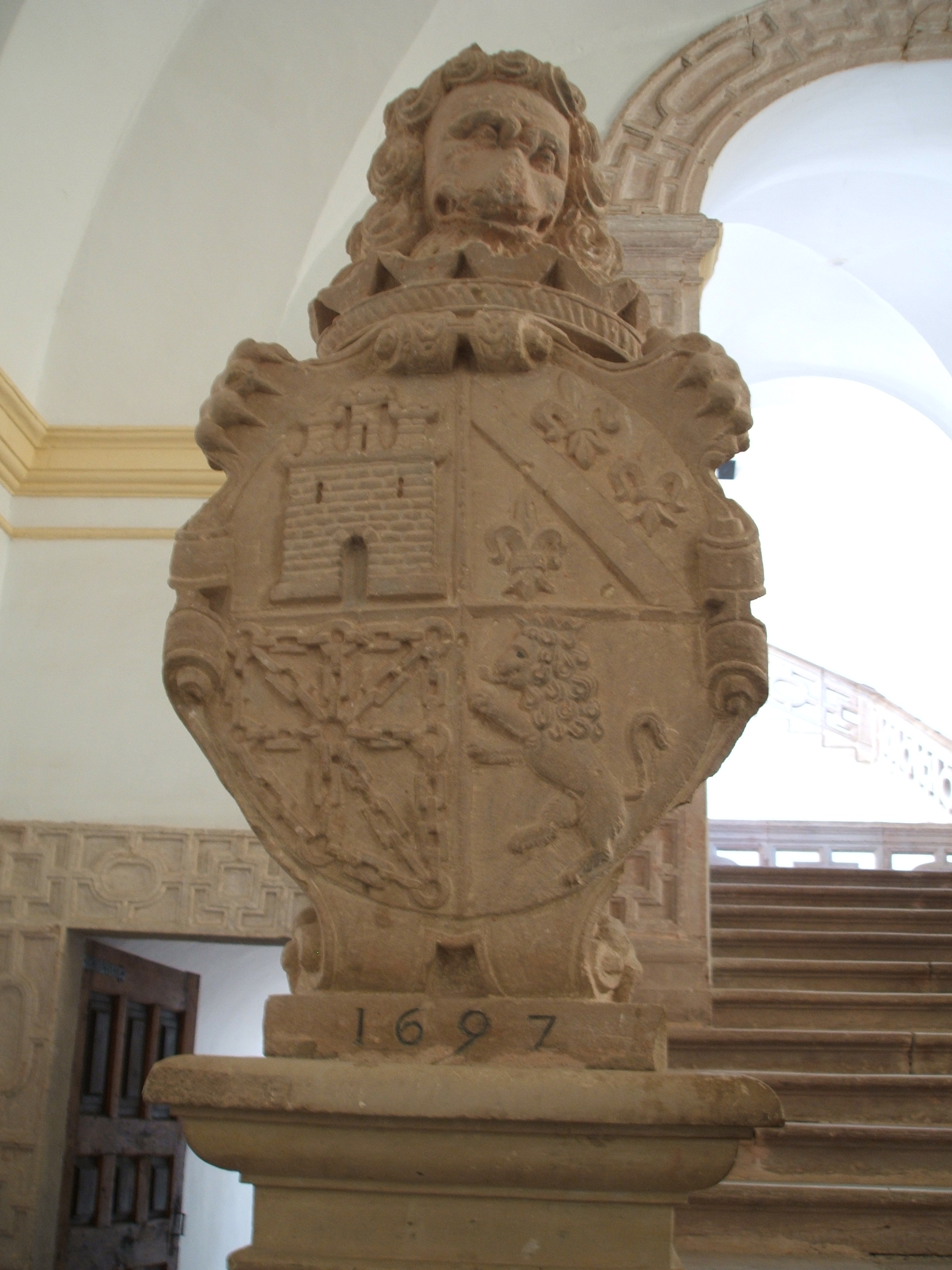
Escudo de armas (Castela, Bourbon, Navarra e Leão) no Mosteiro de Yuso.

O rei Garcia era muito devoto de São Milhão. Como vinha de fundar o grande mosteiro de Santa Maria a Real de Nájera, nesta cidade que era Corte do reino, quis levar para ali os restos mortais do Santo, que estavam enterrados no mosteiro de San Millán de Suso. Os restos do Santo foram colocados numa carreta tirada por bois e assim empreenderam a viagem, com o descontente dos monges que ali ficavam, pela perda do seu patrono. Quando chegaram ao plano, perto do rio, os bois pararam e já não quiseram voltar a andar; não houve forma de obrigá-los. O rei e toda a comitiva acharam que aquilo era um milagre, que São Milhão estava impondo a sua vontade de não passar dali e ser enterrado de novo naqueles lugares. Foi então que o rei mandou construir o recente mosteiro, ao qual se chamou Yuso ("em baixo"), em contraposição com o de "em cima" (Suso).
Os séculos X e XI são os de maior esplendor no espiritual, religioso, artístico e cultural.
Os dois mosteiros coexistiram até ao menos o ano de 1100; o de em cima, Suso, permaneceu fiel à tradição: regra moçárabe e caráter de dupla comunidade masculina e feminina. O de Yuso, reformado com a regra beneditina. A partir do século XII somente há uma comunidade de monges, a beneditina, com uma casa principal, a de Yuso ("em baixo"). 
Em 1809 os beneditinos foram expulsos pela primeira vez cumprindo o decreto de José Bonaparte. Voltaram em 1813 e foram expulsos de novo durante o período constitucional do reinado de Fernando VII, entre Dezembro de 1820 e Julho de 1823. A fazenda real vendeu então a botica em leilão público. A terceira e última expulsão da comunidade beneditina será pela desamortização de Mendizábal. Yuso permanece abandonado durante trinta e um anos, desde Novembro de 1835. Entre 1866 e 1868 estabelece-se uma casa de missionários franciscanos de Bermeo e, após dez anos de abandono, em 1878 foi ocupado pelos freires da Ordem de Augustinos Recoletos como casa destinada à formação dos missioneiros destinados às Filipinas. As primeiras obra de reabilitação que se efetuaram por parte dos augustinos recoletos foram realizadas por Frei Toribio Minguella.

## Detalhes do edifício

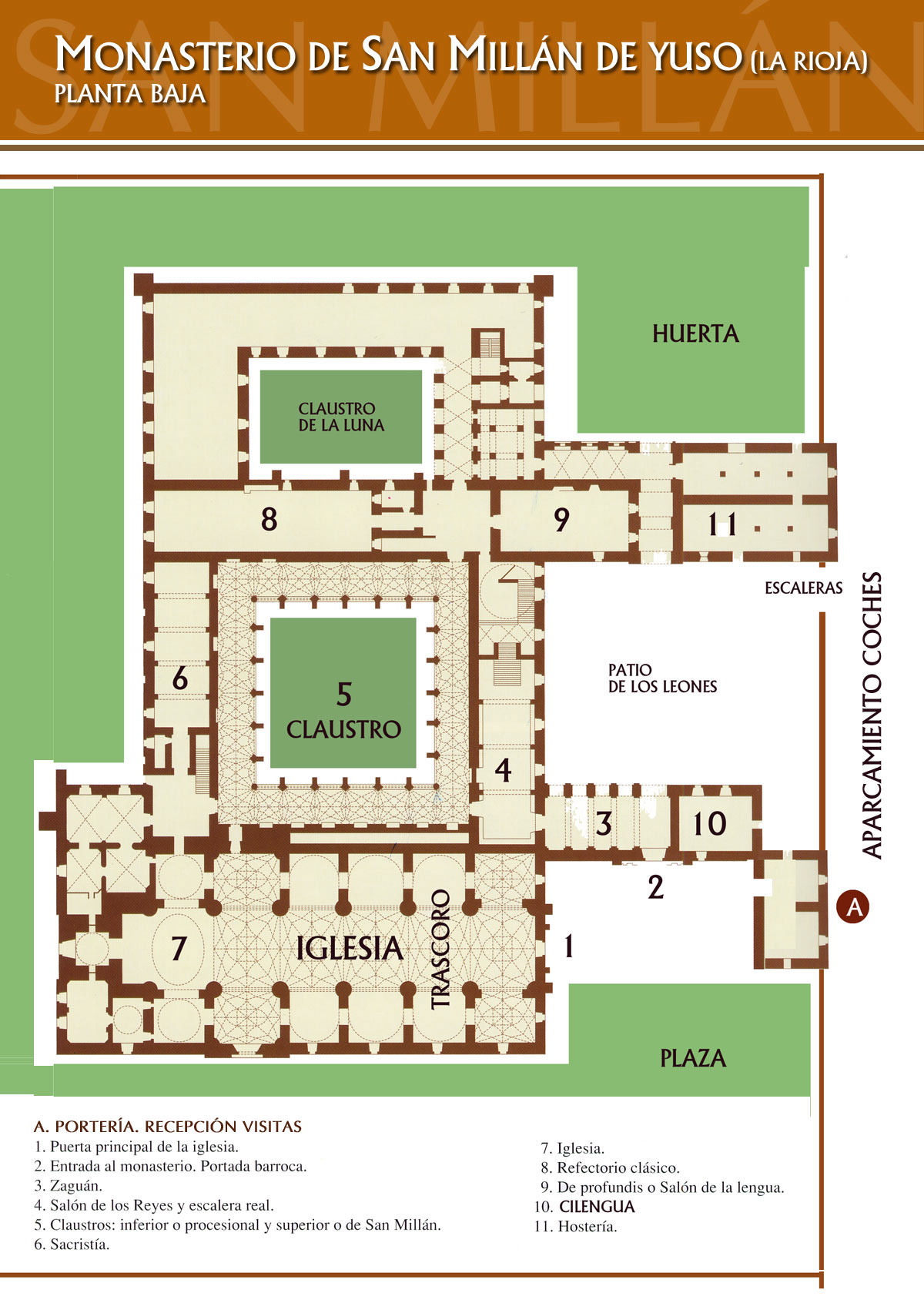
Planta Mosteiro de San Millán de Yuso.

O mosteiro foi construído em estilo românico, como correspondia à época. Foi demolido na íntegra e reconstruído no século XVI, em estilo herreriano, dos séculos XVII e XVIII.

### Portada barroca e salão dos Reis
Acede-se por uma porta barroca do século XVII que leva colunas coríntias e um relevo de São Milhão a cavalo. É obra do arquiteto Pablo de Basave e do escultor Diego de Lizarraga. Desde o hall entra-se ao salão dos Reis. Recebe este nome pelas quatro telas de reis benfeitores do mosteiro. Os escudos da Escadaria Real são os da Abadia e os de Castela. São datados em 1697. É a última grande construção dos abades beneditinos. Nesta sala encontra-se a reprodução do códice 60, e do fólio 72 reto no qual estão escritas as Glossas Emilianenses.

### Claustro

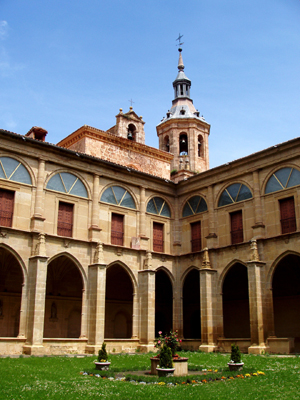
Claustro processional. Mosteiro de Yuso

O claustro do piso térreo também se conhece pelo nome de "claustro processional". Começou a sua construção Juan Pérez de Solarte em 1549. É renascentista com abóbadas góticas. Arcos apontados, dobrados, entre contrafortes terminados por pináculos góticos com ganchos, pouco esbeltos e de tosca feitura. A porta que comunica com a igreja, decorada ao estilo maneirista é obra do italiano Andrés de Rodi. Está datada em 1554 e dá-nos uma ideia da decoração que tinham para o restante do claustro baixo, e que não chegou a ser executado.
O do piso alto é classicista. Colunas toscanas, encostadas a pilares, com friso de tríglifos e métopas e capitéis enfeitados com três rosetas e molduras. Está decorado com vinte e cinco telas de José Vexés que narram os diferentes milagres de São Emiliano, segundo a biografia de São Bráulio, bispo de Saragoça.

### A igreja

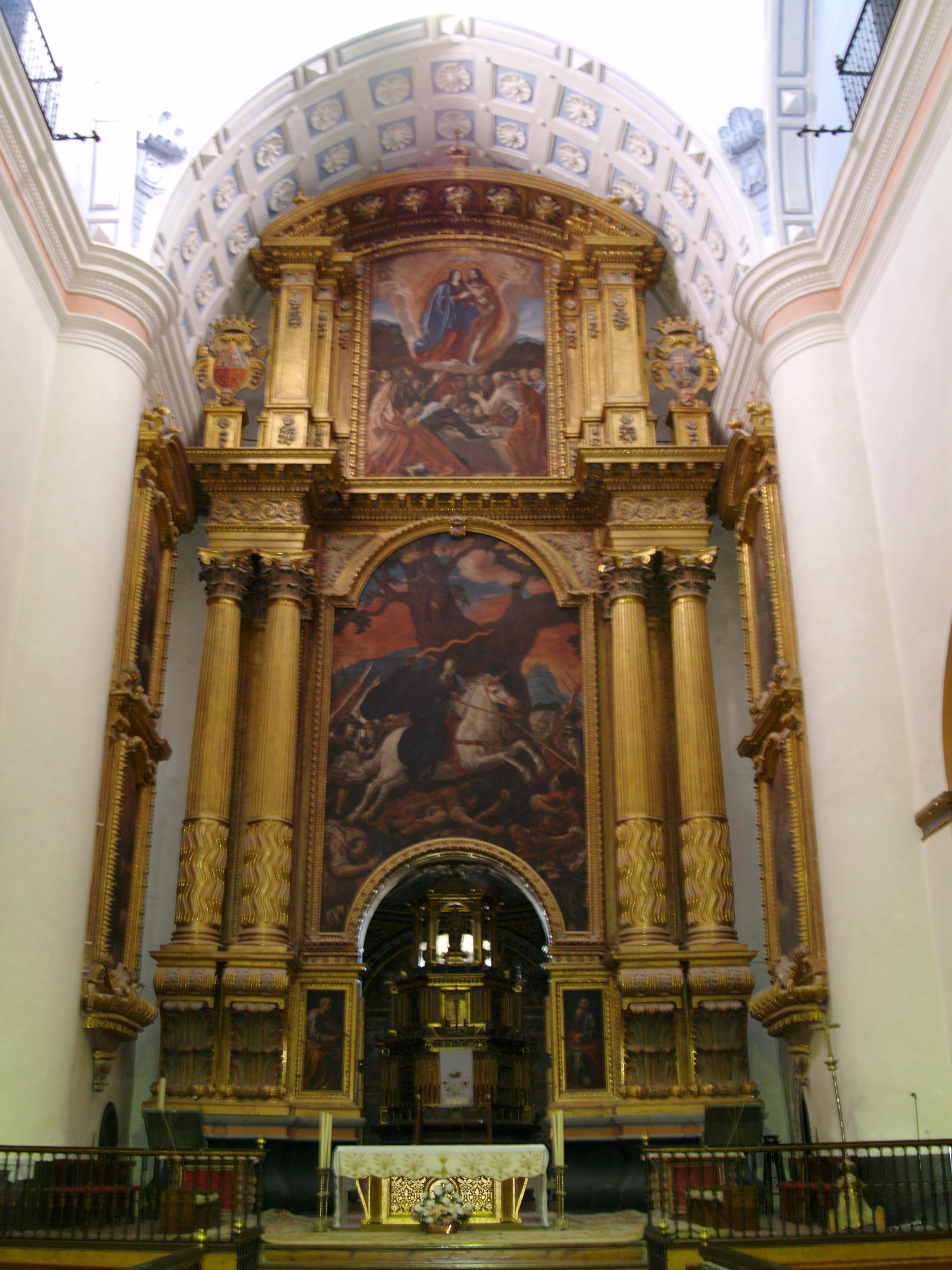
Altar-mor. Mosteiro de Yuso.

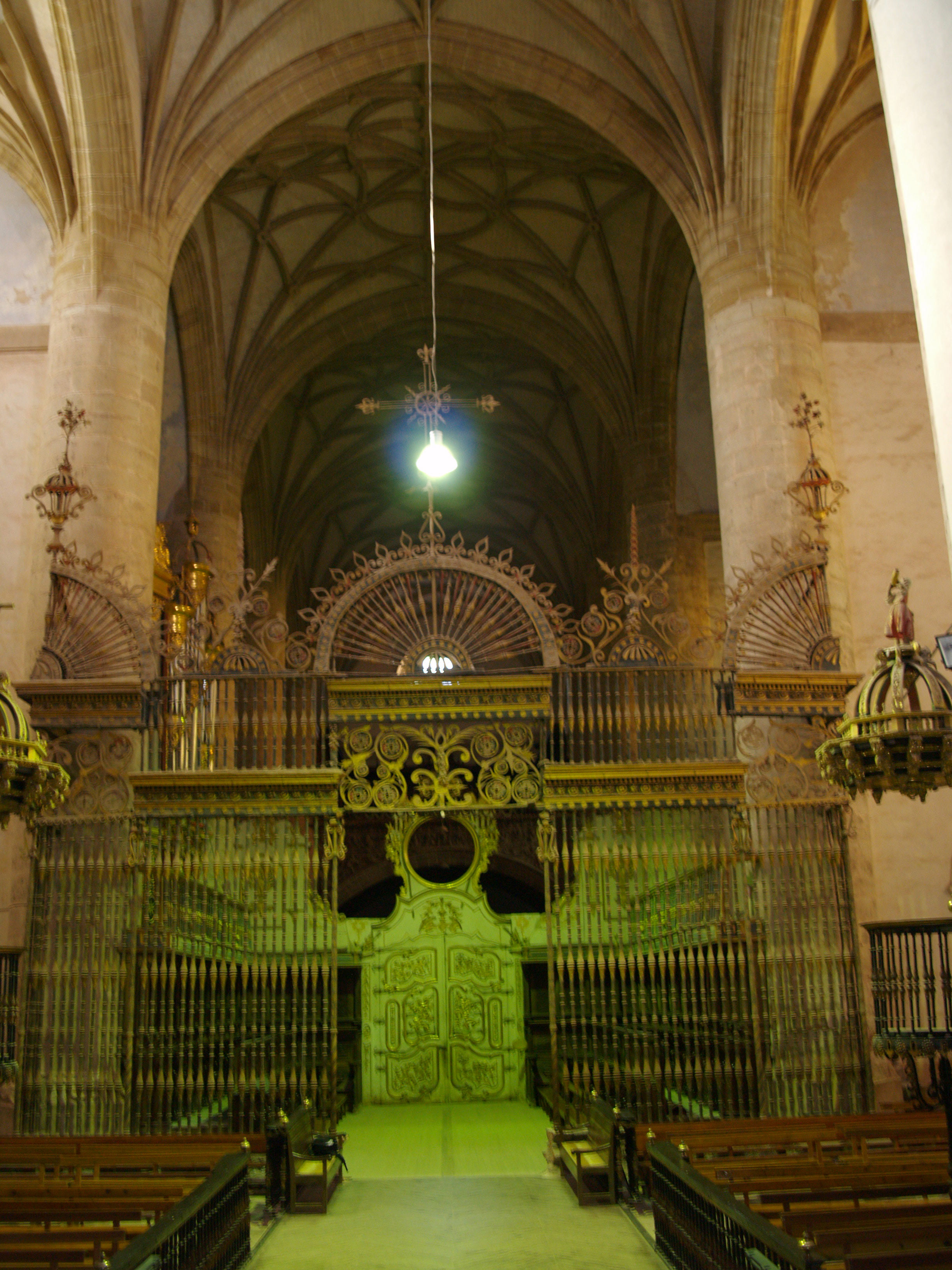
Coro baixo e olho pelo qual passa a luz equinocial.

A igreja é de três naves, com abóbada estrelada e zimbório. Começou em 1504 por mandato do abade Frei Miguel de Alzaga e rematou trinta e seis anos depois. A igreja era para uso dos monges, por isso a parte dianteira, desde o coro central passando pelo presbitério até ao relicário, era destinada somente para eles. A parte traseira, do atrás-coro até a porta era a zona que usava o povo quando podia aceder ao templo. São dois espaços litúrgicos dentro do mesmo edifício.
Cadeiral do coro baixo realizado por um talhista flamengo, Matero Frabricio, em torno a 1640 seguindo as traças e modelo desenhado por um monge de San Juan de Burgos. Tem um retábulo do século XVII com pinturas também de Frei Juan Ricci; a tela central representa São Milhão na batalha de Hacinas (Burgos) contra os mouros. Os cristãos, nas suas lutas contra os muçulmanos, escolheram São Milhão como patrono e assim, Gonzalo de Berceo na sua Vida de São Milhão conta a promessa dos votos legendários, de uma parte Ramiro II de Leão a Santiago e da outra, Fernão Gonçalves a São Milhão.

### O atrás-coro
Era a zona destinada ao povo. O atrás-coro é ao mesmo tempo o retábulo paroquial e porta de acesso através do coro ao altar-mor.
O atrás-coro, obra de Francisco de Bisou realizada em 1767, em estilo rococó francês, está decorado com esculturas de vulto redondo, provavelmente da oficina de Pascual de Mena, que representa os santos que se movimentam em torno a São Milhão: São Bráulio, o seu biógrafo, São Felizes, padroeiro de Haro e o seu mestre, Santo Aselo, São Gerôncio, São Citonato, São Sofrônio, Santa Potámia, discípulos, e Santa Ória. 
Nesta zona há também um púlpito plateresco, de finais do século XVI. Os meio-relevos representam os quatro evangelistas.
No museu podem-se contemplar as réplicas das arcas relicários de São Milhão (século XI) e o seu mestre São Felizes (século XII). A de São Milhão foi um encarrego de Sancho Garcês IV de Pamplona em 1067.

### Sacristia

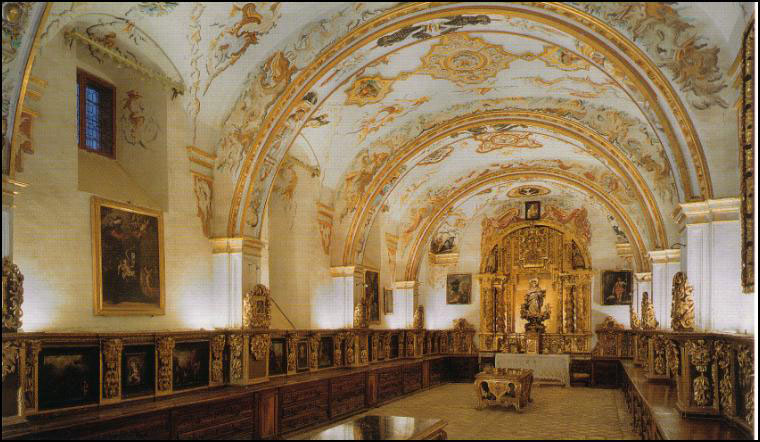
Sacristia. Mosteiro de Yuso.

A princípio foi a sala capitular. Arquitetonicamente é do século XVI. Começou a ser usada como sacristia em finais do século XVII, época da qual é quase toda a pintura que podemos contemplar. Os afrescos do teto e as mesas centrais são do século XVIII.
O abade Frei José Fernández (1693-1697) enfeitou-a com doze cobres que estão sobre a arcaz de nogueira. A coleção de cobres completou-se até chegar aos vinte e quatro. Enriqueceu-a também com quatro grandes telas que trazem desde Nápoles.
O retábulo, barroco, é presidido por uma talha de Nossa Sra. Rainha dos Anjos com cetro e coroa.

### Refeitório
O refeitório maior, a sala de jantar dos monges, começa a ser construída em 1580. Decorado com uma portada dórica, assentos com pilastras jônicas estriadas e púlpito. Para a sua realização contratou-se ao ensamblador Juan de Iriarte em 1597. As quatorze mesas são realizadas em 1608. O mobiliário conserva-se completo.

### Salão da Língua
Inaugurado em 1977 por ocasião das celebrações do Milenário da língua castelhana, é atualmente o lugar emblemático do mosteiro. Está decorado com todos os escudos e bandeiras dos países hispânicos e de Filipinas pelas embaixadas correspondentes, além de um busto de Gonzalo de Berceo, primeiro poeta das letras espanholas e notário deste mosteiro. Neste salão realizam-se os atos oficiais e as conferências relacionadas com o castelhano.

## Elementos de interesse

### Berço da língua

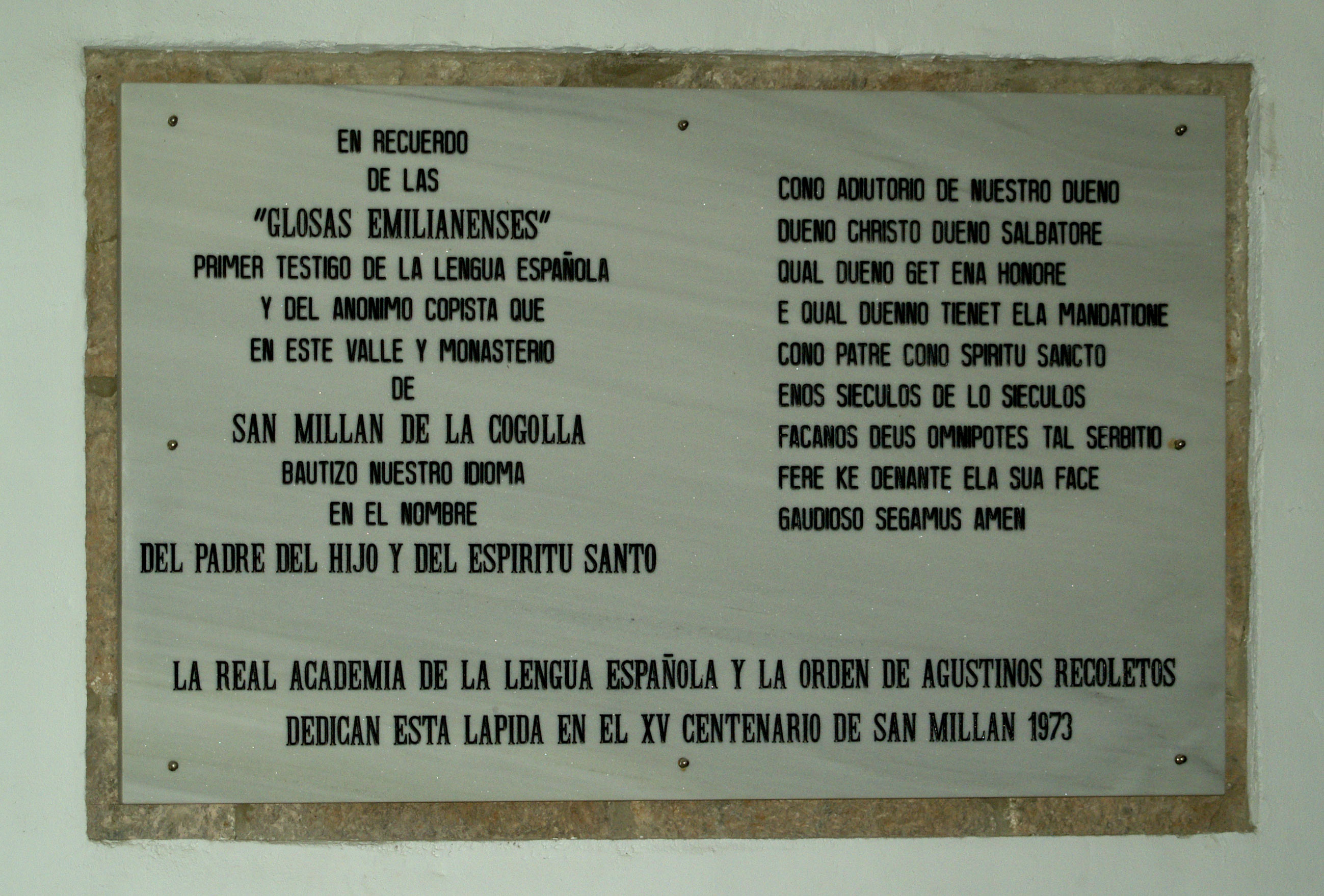
Lápida comemorativa do milenário da língua. Mosteiro de Yuso.

No século XI, no mosteiro de San Millán, um monge deixou escrito num códice palavras e frases na língua que falava o povo; são as Glossas Emilianenses. No mesmo códice encontramos também as primeiras palavras escritas em basco. Por esta razão San Millán de Yuso celebra em 1977 o Milenário da Língua, e desde então conhece-se com o nome de "Berço da Língua". No dos Reis encontram-se as lápidas comemorativas do milenário da língua castelhana e basca, bem como uma reprodução fac-símile do Códice 60.

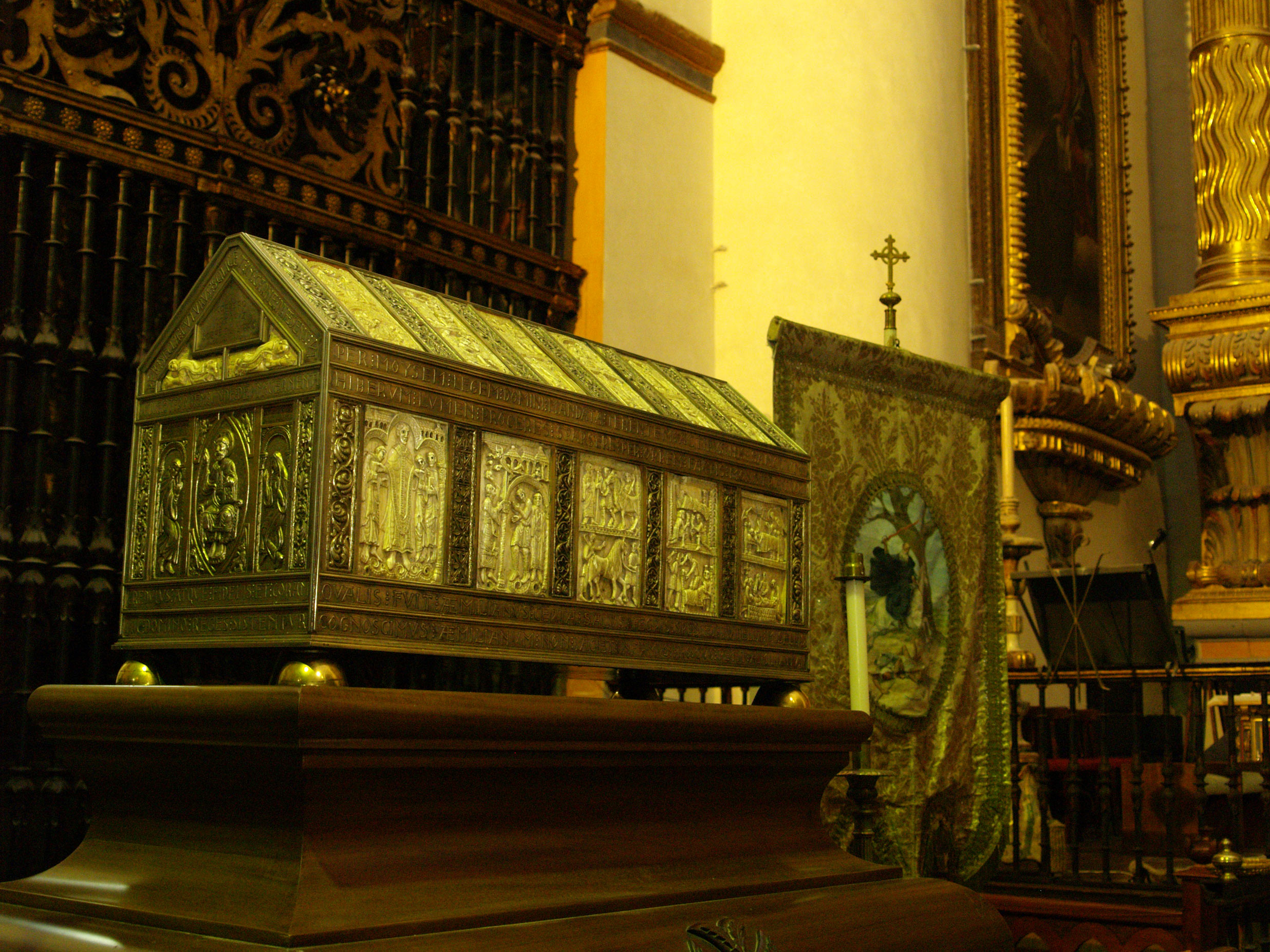
Arca relicário com os restos de São Milhão. Mosteiro de Yuso.

### Marfins românicos

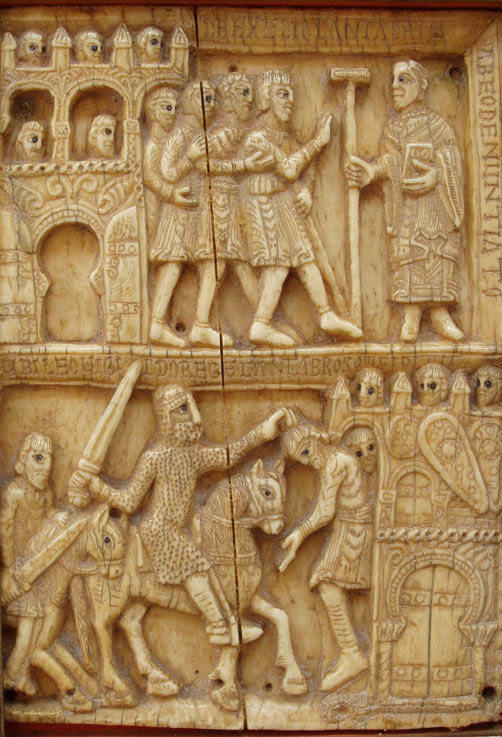
Marfim românico, s. XI. Arca relicário de São Milhão.

Para as abadias e mosteiros, o seu mais estimado tesouro eram as relíquias dos santos, sobretudo se eram do santo fundador. Dom Blas, abade de Yuso entre 1067 e 1081, mandou realizar a arca-relicário mais rica possível para venerar os restos de São Milhão, empregando no seu interior telas finíssimas e revestindo o exterior com lâminas de ouro, prata, pedras preciosas e cartões de marfim. Entre a coleção de relicários do mosteiro sobressaem as arcas relicários de São Milhão (século XI), por um lado, e a de São Felizes (século XII) por outro, pelos seus marfins românicos.
São vinte e quatro cartões, onze a cada lado da arca, e um no centro de cada um dos frontispícios. Assim durou até 1809, quando os soldados de Napoleão arrancaram o ouro e as pedras preciosas. Hoje fica em Yuso, da antiga arqueta, por um lado a antiga peça na qual se pode ver a madeira original e o forro interior de tela árabe do século XI. No relicário novo de prata, realizado em 1944, estão os marfins românicos do século XI originais que se conservam: treze da vida de São Milhão, dois fragmentos da mesma série, mais os do abade Dom Blas e do escrivão Dom Múnio.

### A luz equinocial
Cada começo de Primavera e de Outono, nos equinócios (igual duração do dia e da noite), quando o sol se projeta diretamente sobre a linha do equador.
Por volta das seis e quarto da tarde pode-se ver sobre o corpo central do templo um círculo perfeito de luz solar, o qual dura apenas uns minutos. O raio de luz entra pela rosácea da parte traseira da igreja e dá no centro geométrico da igreja. Marca assim o eixo da igreja e, portanto, a perfeita orientação da cabeceira para leste.

### Sala de Códices e Livros de canto

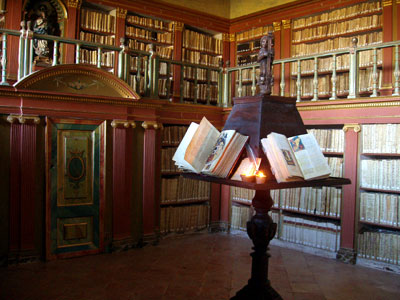
Biblioteca. Mosteiro de Yuso.

Tem o mosteiro também uma importante biblioteca de livros de canto do século XVII. Uns 30 livros gigantes pesam entre 40 e 60 kg, feitos à mão ao longo de quatro anos de trabalho e nos quais foi utilizada, para pergaminho, a pele de cerca de 2.000 vacas.
Contêm a coleção completa de todos os cantos que a comunidade monástica reza ao longo de todo o ano. É uma das quatro coleções completas que se conservam na Espanha.
Junto aos livros de canto há uma excelente coleção de fac-símiles. O códice 46, datado em 964, que em palavras dos irmãos Turza "trata-se dum dicionário enciclopédico de 20.000 artigos como os dicionários atuais", e que recolhem todo o saber da época. O códice 60, o das Glossas Emilianenses, primeiras frases em castelhano e palavras em basco. Uma das obras de Gonzalo de Berceo, o primeiro poeta de nome conhecido em castelhano, que foi educado no mosteiro de Suso e se tornou clérigo notário de Yuso. Os excelentes calígrafos do mosteiro estão representados por uma obra de Frei Martín de Palencia, monge de San Millán.

### Arquivo e biblioteca monástica de Yuso
Herdeira do antigo Escritório de São Milhão o conjunto de arquivo e biblioteca é considerado entre os melhores dos mosteiros espanhóis. O arquivo consta de dois cartulários (o Galicano e o Bulário) e uns trezentos documentos originais: pleitos, doações, compra-vendas, privilégios, bulas... Tudo isso referente ao mosteiro de San Millán ou aos seus mosteiros ou igrejas. O documento mais antigo é o da fundação de San Miguel de Pedroso, de 759. O primeiro que está copiado é uma interpolação fora de página e refere-se aos votos de São Milhão. Também podemos encontrar um dos textos mais interessantes da Idade Média referidos ao País Basco, A Reja de São Milhão, escrito em 1025. 
A biblioteca, em estilo veneziano, é de 1780 e possui uma verdadeira riqueza de livros antigos. Tem a mesma disposição que lhe dera o abade D. Anselmo Petite em 1780. Sua importáncia é devida mais à qualidade e raridade dos seus fundos que ao número, já que os seus artísticos estantes não admitem mais de dez mil volumes. Quando os monges beneditinos foram embora em 1835, deixaram-na praticamente vazia. Foram os agustinos recoletos que se preocuparam por recuperar os mesmos livros, já que estes ficaram nas povoações dos arredores. Eles recuperam mais de oitenta por cento da biblioteca original, algo realmente valioso levando em conta que as bibliotecas de outros mosteiros rifam-se quando voltam os monges.
O portal de internet da Fundação San Millán de la Cogolla permite aceder ao fundo documental da biblioteca. O processo de digitalização dos documentos começou em 2001, e continuou até atingir mais de 72.000 páginas, em 212 volumes.

## Monges ilustres

### Cardeal Aguirre

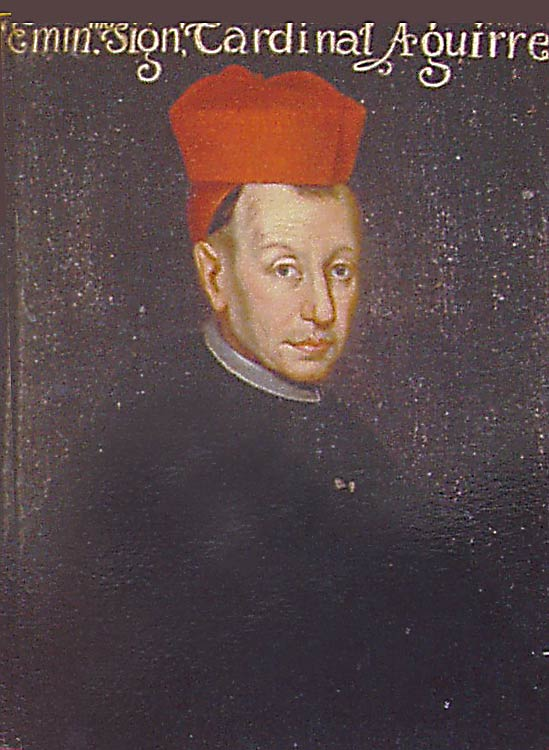
Cardeal Aguirre. Monge de São Milhão.

Fr. José Sáenz de Aguirre (Logroño 1630 - Roma 1699), é o monge beneditino mais ilustre do mosteiro de Yuso. Catedrático de Salamanca, um dos melhores teólogos do século, sistematizador da teologia de Santo Anselmo, historiador dos concílios, o  Papa Inocéncio XI nomeou-no cardeal por sugestão de Carlos II, em reconhecimento da defesa dos direitos do papado frente às teses galicanas da sua obra:  Auctoritas infallibitis et summa cathedrae S. Petri  .
Quando falece encarrega que "numa arqueta trouxessem o seu coração ao Real Mosteiro de San Millán". Assim se cumpriu, colocando-o em Suso, onde esteve até a desamortização. Então baixou a Yuso. Na ante-sacristia vêem-se dois medalhões com os bustos do Beato Inocéncio XI e do Cardeal Aguirre.

### Frei Juan Ricci

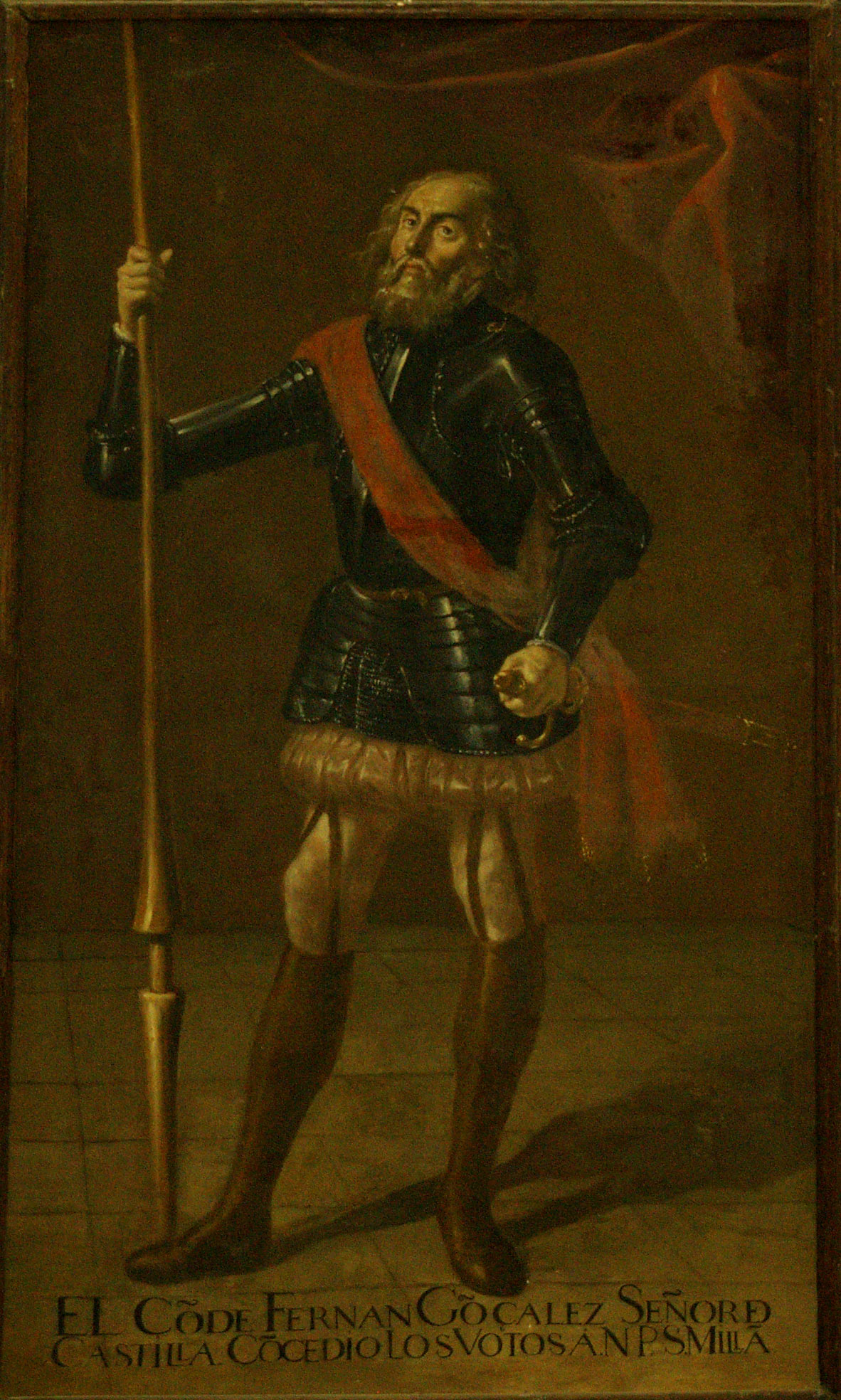
Fernão Gonçalves, Senhor de Castela. Obra de Ricci. Salão dos Reis. Mosteiro de Yuso.

Frei Juan Ricci, beneditino, considerado um dos melhores pintores claustrais espanhóis, trabalhou no mosteiro de 1653 a 1656, durante o mandato do abade Frei Ambrosio Gómez, que o tinha visto pintar no claustro de San Martín de Madrid.
No Salão dos Reis do Mosteiro podemos ver quatro telas com as seguintes legendas (traduzido):
- O conde Fernão Gonçalves, senhor de Castela, que concedeu os votos a N. P. S. Milhão
- O Rei D. Sancho III o Maior, rei de Navarra, Castela e Aragão, benfeitor desde mosteiro; que oferece uma particularidade: a sua cabeça é o retrato do escritor espanhol, Félix Lope de Vega.
- Dom Garcia, Rei de Navarra, fundador de este mosteiro
- O imperador D. Alonso VII, rei de Castela, benfeitor deste mosteiro.

Suas são também as telas do grandioso retábulo do altar-mor, que consta de dois corpos. O principal, com quatro colunas douradas de ordem coríntia e, no centro, um grande tela que representa a São Milhão a cavalo na batalha de Hacinas que ganhou Fernão Gonçalves. Sobre este corpo está o cobrimento, formado por pilastras douradas, e em ele o belo quadro da Assunção de Nossa Senhora, no qual se pode apreciar a influência de El Greco. No banco do retábulo, os dois apóstolos, São Pedro e São Pablo.
Outras telas são: 
- Santo Ildefonso e São Domingos de Silos.
- Santa Ória e Santa Gertrudes.
- Cristo e a Virgem dão rosários de pérolas a São Miguel Florentino e a São Bento.
- São Bento acolhe e abraça a São Plácido e São Mauro.
- São Domingos de Silos no momento da sua morte.
- Nossa Senhora de Montserrat.

### Santo Ezequiel Moreno
Santo Ezequiel Moreno, freire da Ordem de Augustinos Recoletos, missioneiro em Filipinas e bispo de Pasto em Colômbia, vive durante um breve espaço de tempo neste mosteiro antes de partir destinado para Colômbia.

## Estatuto de San Millán
No Mosteiro de San Millán de Yuso foi assinado a 8 de Maio de 1981 o Estatuto de Autonomia de La Rioja, também chamado "Estatuto de San Millán ".

## Patrimônio da Humanidade
A  4 de Dezembro de 1997 os mosteiros de São Milhão, Suso e Yuso, foram declarados Patrimônio da Humanidade na Europa. A inscrição nesta lista confirma o valor excepcional e universal de um sítio cultural ou natural que deve ser protegido para o benefício da humanidade. 

## Instituições com sede no Mosteiro de Yuso
Dentro do recinto monacal, além da comunidade de monges, o mosteiro de San Millán de Yuso é a sede oficial das seguintes instituições:

### Fundação San Millán

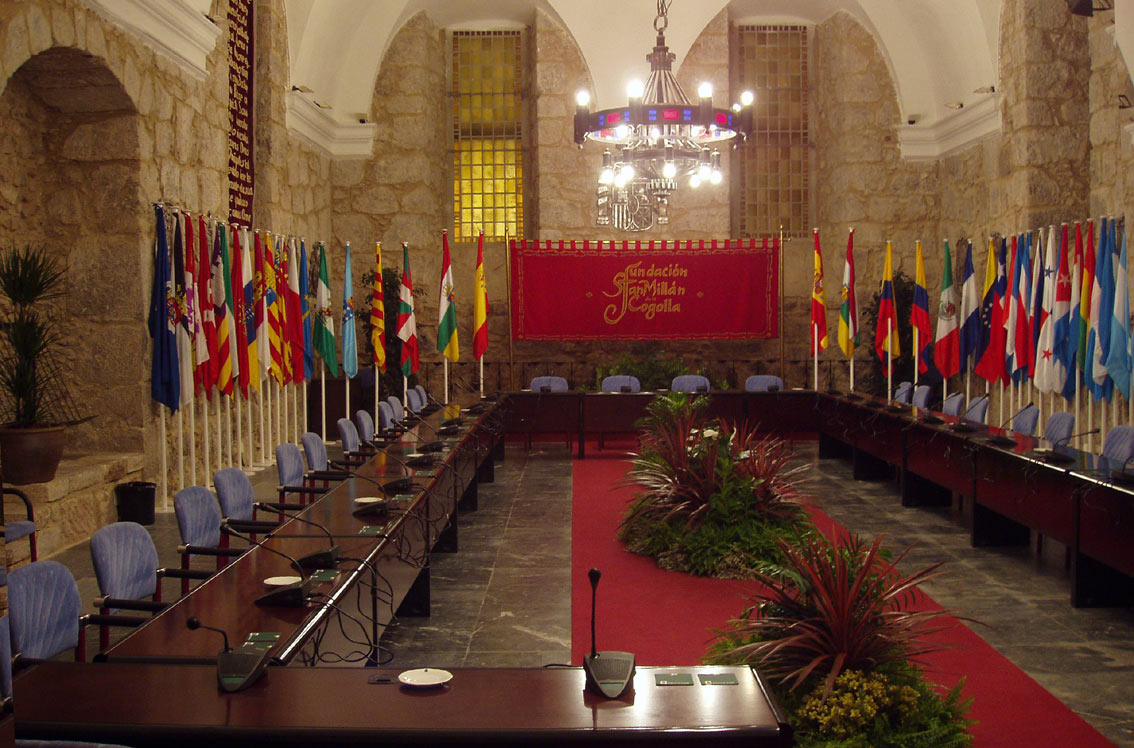
(de salão da Língua. Ato da Fundação San Millán.

Num ato presidido pela sua alteza o Príncipe das Astúrias, nasce a Fundação San Millán" a 8 de Outubro de 1998 no salão da Língua. Tem a sua sede no mesmo mosteiro de Yuso e é patrocinada pelo Governo de La Rioja, após a concessão do título de patrimônio da humanidade. É encarregada de velar pela proteção do encrave emilianense, de conservar a sua riqueza arquitetônica, histórica e filológica, e de promover a pesquisa das origens do espanhol.

### Centro de Pesquisa da Léngua Castelhana. CILINGUA
A Fundación San Millán, creia numa das partes do mosteiro de Yuso, o ala do cura e no claustro de Santa Rita, as instalações principais do Centro de Pesquisa da Língua Castelhana, o -"Cilengua"-. Seu objetivo é o estudo, a pesquisa da origem da língua e a conservação do patrimônio mundial dos mosteiros de São Milhão. Desenvolve a sua atividade através de três institutos: "Los orígenes del español", "Historia de la lengua", e "Biblioteca hispana", dirigidos por Claudio García Turza, José Antonio Pascual, e Pedro Cátedra.

### Associação de Amigos de São Milhão
Associação de utilidade pública, sem ânimo de lucro nascida em 1974 com a finalidade de emprestar apóio intelectual, econômico ou material os religiosos da Ordem de Augustinos Recoletos do Mosteiro de San Millán de Yuso. Se bem que a Associação tem um caráter civil, os seus membros ficam ligados espiritualmente ao mosteiro de São Milhão, como benfeitores.
Destacaram-se ao longo destes anos por ser os primeiros em trabalhar e promover todo o relacionado com São Milhão, e especialmente com o Mosteiro de Yuso. Têm a sua sede no mesmo Mosteiro de San Millán de Yuso.

## Bibliografia

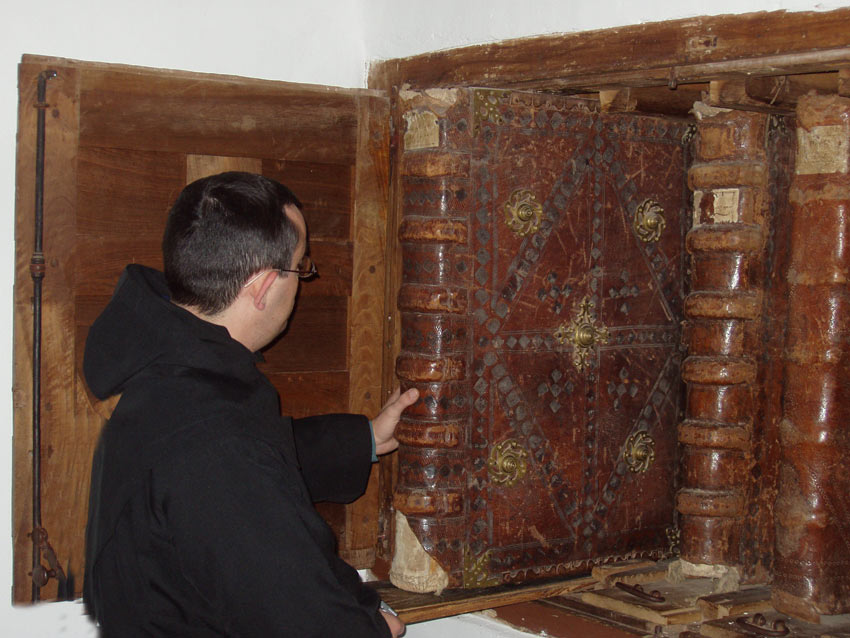
Coleção de Livros de canto do Mosteiro

## Ver também

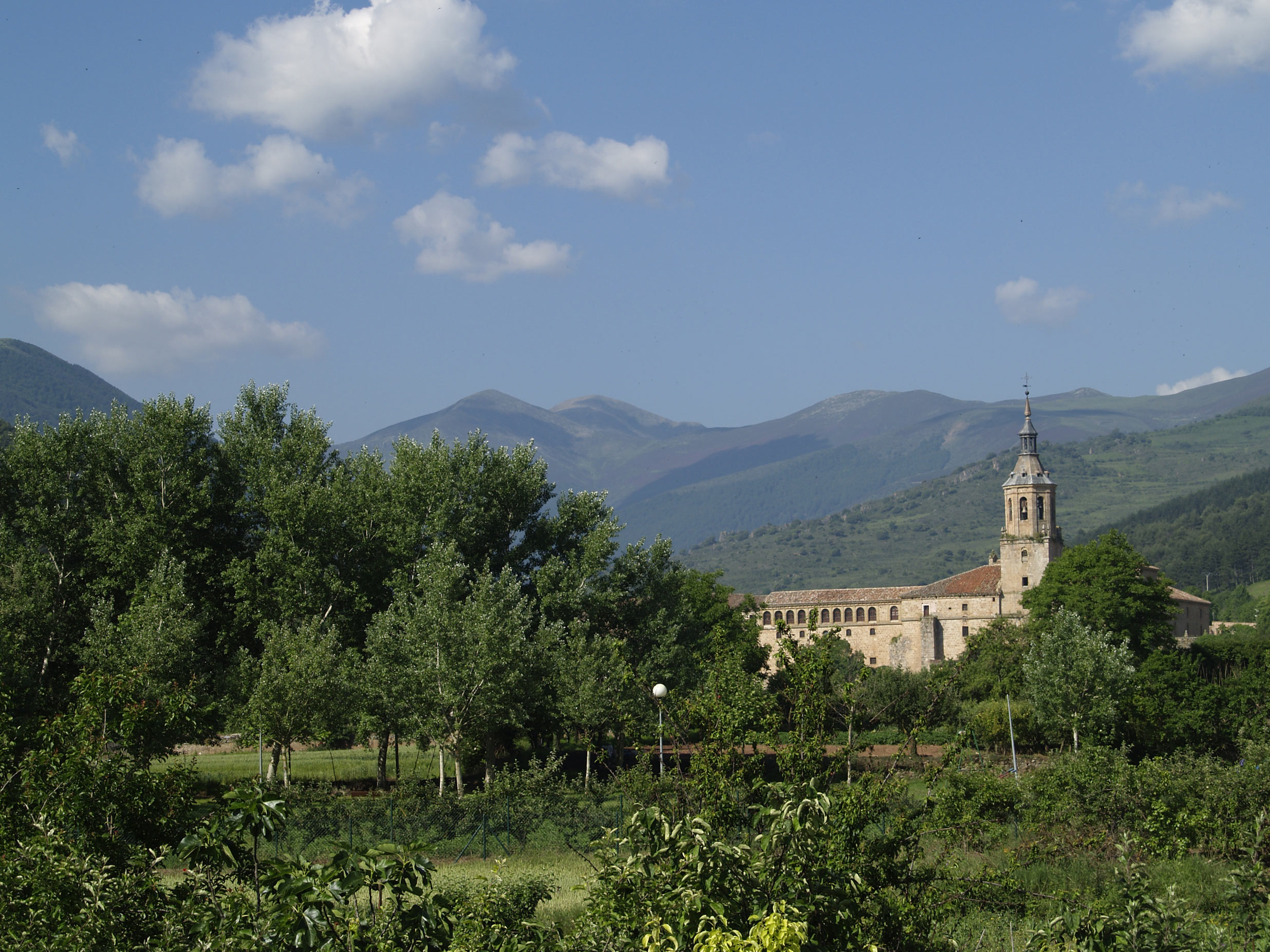
Vale de San Millán.

### Artigos de revistas
- GARCIA TURZA, Javier, O Mosteiro de San Millán da Cogolla na Alta Idade Media: aproximação histórica, Berceo, ISSN 0210-8550, Nº 133, 1997, pags. 9-25
- GARCIA TURZA, Javier, San Millán da Cogolla nos limiares da crise: 1200-1300. Os mosteiros de San Millán da Cogolla : VI Jornadas de arte e patrimônio regional: San Millán da Cogolla, 6, 7 e 8 de Novembro de 1998 / coord. por Ignácio Gil-Díez Usandizaga, 2000, ISBN 84-89362-84-X, pags. 27-46
- GARCIA TURZA, Javier, GARCIA TURZA, Javier, A datação e procedência das Glossas Emilianenses e Silenses: anotações críticas às novas concepções, ISSN 0214-4670, Nº 19, 1995, p. 49-64
- DÍAZ Y DÍAZ, Cecilio, Leitores e leituras em São Milhão. Os mosteiros de San Millán de la Cogolla : VI Jornadas de arte e patrimônio regional, p. 15-26, ISBN 84-89362-84-X